# Anna Kędzierska
Anna Kędzierska z domu Biedrzycka (ur. 30 lipca 1932 w Ostrowcu Świętokrzyskim, zm. 16 września 2020 w Warszawie) – polska polityk, minister handlu wewnętrznego i usług (1984–1985).

## Życiorys
Córka Józefa i Stanisławy. W 1954 ukończyła studia magisterskie w Wyższej Szkole Ekonomicznej w Częstochowie. Rok później rozpoczęła pracę na stanowisku inspektora Departamentu Żywienia Ministerstwa Handlu Wewnętrznego w Warszawie. Od 1958 do 1960 nauczała w warszawskim liceum ogólnokształcącym, po czym do 1964 pracowała w warszawskim Biurze Projektów Handlu Wewnętrznego na stanowisku starszego projektanta.
Należała do Związku Młodzieży Polskiej (1952–1957), Związku Młodzieży Socjalistycznej (1957–1966), a od 1964 do Ligi Kobiet Polskich. Wchodziła w skład Komitetu ds. Gospodarstwa Domowego LKP, a od 1973 do 1980 była jego dyrektorem. W latach 1980–1983 wiceprezes, a od 1983 do 1984 prezes rady krajowej Federacji Konsumentów. Od maja 1984 do listopada 1985 minister handlu wewnętrznego i usług w rządzie Wojciecha Jaruzelskiego. W latach 1986–1989 pełnomocnik rządu ds. kobiet, a od 1986 do 1990 wiceprezes Polskiego Komitetu Normalizacji, Miar i Jakości.
Pochowana na cmentarzu Bródnowskim w Warszawie.